# Несовершенный остеогенез
Несоверше́нный остеогене́з (НО) (лат. osteogenesis imperfecta; иначе «несовершенное костеобразование», болезнь «хрустального человека», болезнь Лобштейна — Вролика) — группа генетических нарушений. Одно из заболеваний, характеризующееся повышенной ломкостью костей. Больные либо имеют недостаточное количество коллагена, либо его качество не соответствует норме. Так как коллаген — важный белок в структуре кости, это заболевание влечёт за собой слабые или ломкие кости.
Будучи генетическим нарушением, НО является  аутосомно-доминантным дефектом, в большинстве переданным по наследству от родителей, однако, возможна и индивидуальная спонтанная мутация.

## Типы
Существуют основные четыре типа НО. I тип наиболее частая и лёгкая форма, за которой следуют II, III и IV типы. Сравнительно недавно были классифицированы типы V, VI, VII и VIII которые разделяют те же клинические особенности что и 4-й, но каждый из них имеет уникальные гистологические и генетические данные.
| Тип  | Описание | Ген                   | OMIM                       | Режим наследования                   |
| I    | лёгкий | нулевой COL1A1 аллель | 166240 (IA), 166200 (IB)   | аутосомно-доминантный, 60% de novo   |
| II   | тяжёлый и зачастую смертельный в перинатальном периоде                                                        | COL1A1, COL1A2,       | 166210 (IIA), 610854 (IIB) | аутосомно-рецессивный, ~100% de novo |
| III  | рассматривается как прогрессивный и деформирующий                                                             | COL1A1, COL1A2        | 259420                     | аутосомно-рецессивный, ~100% de novo |
| IV   | деформирующий, но с нормальной склерой                                                                        | COL1A1, COL1A2        | 166220                     | аутосомно-доминантный, 60% de novo   |
| V    | клинические признаки соответствуют типу IV, но имеет и уникальные гистологические данные ("сетчато-подобный") | неизвестен            | 610967                     | аутосомно-доминантный                |
| VI   | клинические признаки соответствуют типу IV, но имеет и уникальные гистологические данные ("рыбья чешуя")      | неизвестен            | 610968 (IVA) и (IVB)       | неизвестен                           |
| VII  | связан с мутацией протеина хрящевых тканей                                                                    | CRTAP                 | 610682                     | аутосомно-рецессивный                |
| VIII | тяжелый и смертельный, связан с белком лейцин-пролин обогащенного протеогликана (Leprecan)                    | LEPRE1                | 610915                     | аутосомно-рецессивный                |

### 1-й тип
Коллаген нормального качества, но вырабатывается в недостаточных количествах.
- Кости легко ломаются, в особенности до пубертата
- Лёгкое искривление спины
- Слабость связочного аппарата суставов
- Пониженный мышечный тонус
- Обесцвечивание склер (глазного белка), обычно придающие им голубовато-карий цвет
- Ранняя потеря слуха у некоторых детей
- Слегка выступающие глаза

Также различают 1-й тип A и 1-й тип В по наличию или отсутствию несовершенного дентиногенеза (характеризуемый опаловыми зубами; отсутствует в IA, присутствует в IB). Помимо повышенного риска фатальных переломов костей, ожидаемая продолжительность жизни в пределах нормы.

### 2-й тип
Коллаген недостаточного количества или качества.
- Большинство случаев умирает на протяжении первого года жизни по причине дыхательной недостаточности или внутричерепного кровоизлияния,
- трудности с дыханием в связи с недоразвитыми лёгкими,
- тяжёлые деформации кости и невысокий рост.

2-й тип может быть далее разбит на подклассы A, B, C, различаемые радиографическим анализом длинной трубчатой кости и рёбер.

### 3-й тип
Коллаген в достаточных количествах, но недостаточного качества.
- Кости ломаются легко, иногда даже при рождении,
- деформации костей, часто тяжёлые,
- возможны проблемы с дыханием,
- невысокий рост, искривление позвоночника, иногда также бочковидная грудная клетка,
- слабость связочного аппарата суставов,
- слабый мускульный тонус в руках и ногах,
- обесцвечивание склер (глазных белков),
- иногда ранняя потеря слуха.

3-й тип выделяется из других классификаций будучи типом «Прогрессивной деформации», где новорожденный представляет лёгкие симптомы при рождении и развивает вышеуказанные симптомы в процессе жизни. Продолжительность жизни может быть нормальной, хотя и с тяжёлыми физическими препятствиями.

### 4-й тип
Коллаген достаточного количества, но недостаточно высокого качества.
- Кости ломаются легко, особенно до пубертата
- невысокий рост, искривления позвоночника и бочковидная грудная клетка,
- деформация костей в диапазоне от слабой до средней,
- ранняя потеря слуха.

Подобно 1-му типу, 4-й тип может быть далее разделён на подклассы IVA и IVB, которым характерно отсутствие (IVA) или наличие (IVB) несовершенного дентиногенеза.

## Методы терапии
Так как НО является генетическим заболеванием, возможные формы терапии ограничиваются исключительно симптоматическими методами лечения.

В частности к ним принадлежат:
- остеосинтез штифтом,
- физиотерапия,
- терапия Бисфосфонатом.

витамин Д3 
препараты кальция

### Остеосинтез штифтом
При остеосинтезе штифтом изогнутая кость сначала многократно остеотомируется, чтобы затем бусообразно нанизывать костные сегменты на интрамедуллярный гвоздь. Сначала для этого использовались жёсткие штифты. В растущей кости, однако, такие штифты приходилось периодически заменять, так как кость однажды становилась длиннее штифта, вследствие чего штифт не был больше способен служить поддержкой для кости. Следовали фрактуры в этих незащищённых областях. Поэтому в 1963 году ортопедами был сконструирован выдвижной штифт. При росте кости два сегмента штифта выдвигаются друг из друга по принципу устройства подзорной трубы и как бы растут вместе с костью.
- Показан остеосинтез штифтом, людям с частыми переломами одной и той же кости, с ложными суставами, а также имеющим средние и тяжёлые смещение или функциональное нарушение суставов.
- Противопоказан в том числе при тяжёлом общем состоянии, сердечно-дыхательной недостаточности или отсутствии возможности закрепления штифта в кости из-за недостатка костной ткани.